# Pont de Savines
Le pont de Savines est un ouvrage d'art d'une longueur de 924 mètres, qui relie les deux rives du lac de Serre-Ponçon, dans la commune de Savines-le-Lac, dans les Hautes-Alpes. Il est le passage principal pour traverser le département des Hautes-Alpes et se rendre en Italie via le col de Montgenèvre. Le pont est emprunté par la route nationale 94.

## Histoire
À la suite de la construction du barrage de Serre-Poncon, et du remplissage du plan d'eau, la deuxième implantation du village de Savines fut submergée le 3 mai 1961. Elle était située sur la rive gauche de la Durance au lieu-dit La Charrière. Elle datait des années 1825.
Ultérieurement, la commune prit de le nom de Savines-le-Lac.
Les élus des vallées concernées militèrent (au sein du comité d'action et de défense de la vallée de l'Ubaye) pour ne pas être enclavés : le barrage coupait de nombreuses routes, supprimait la gare de Prunières. Ils obtinrent, pour la première fois en France à l'occasion de la construction d'un barrage et du déplacement de villages, une indemnité pour le « préjudice moral causé par l'arrachement d'une population à son milieu naturel ». Au total, 50 km de routes et 14 km de voies ferrées sont construites. Le pont de Savines, d'une longueur totale de 924 m, est achevé en 1960. Il surplombe l'ancien village de 40 m.

## Galerie

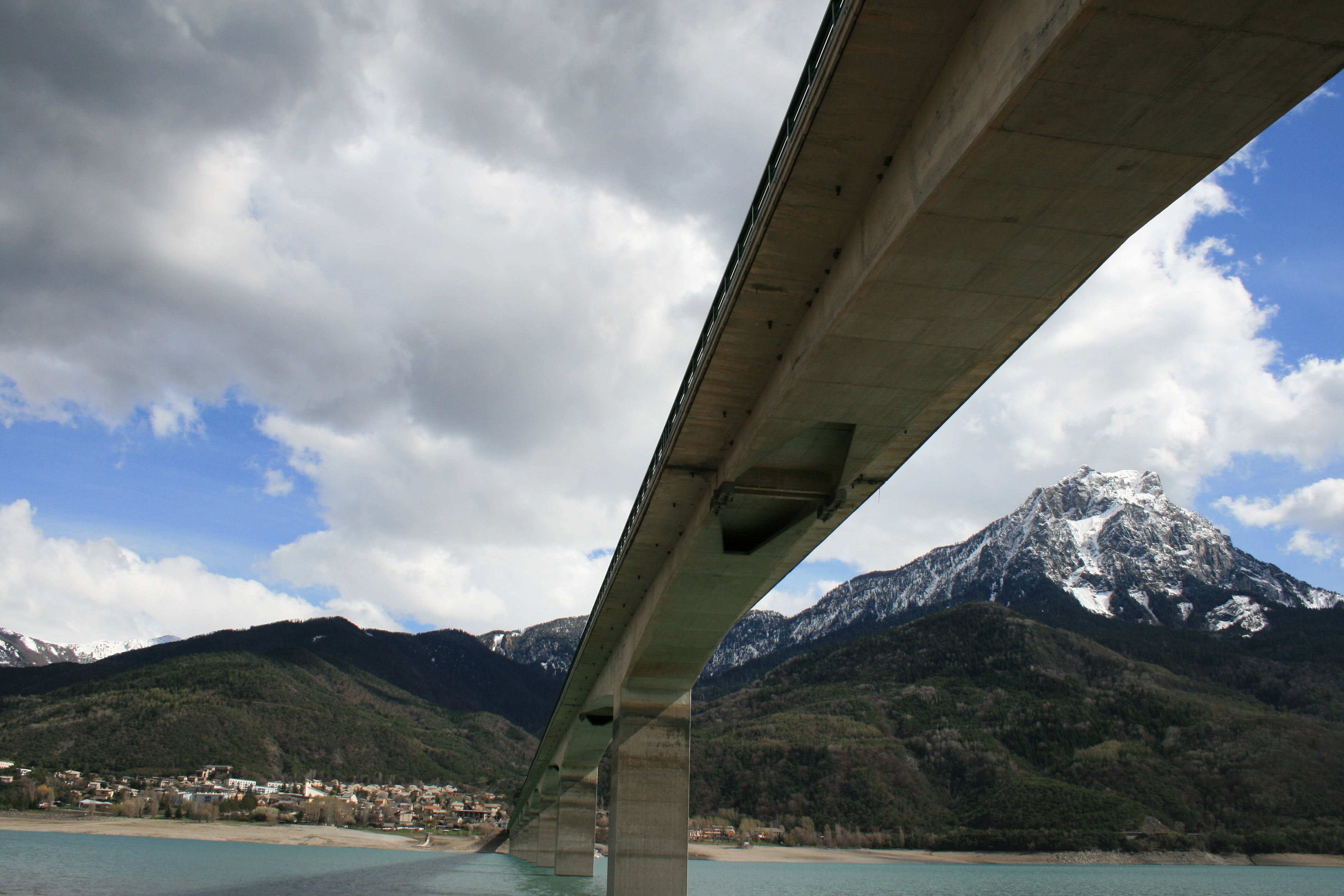
Vue du Grand Morgon sous le pont de Savines
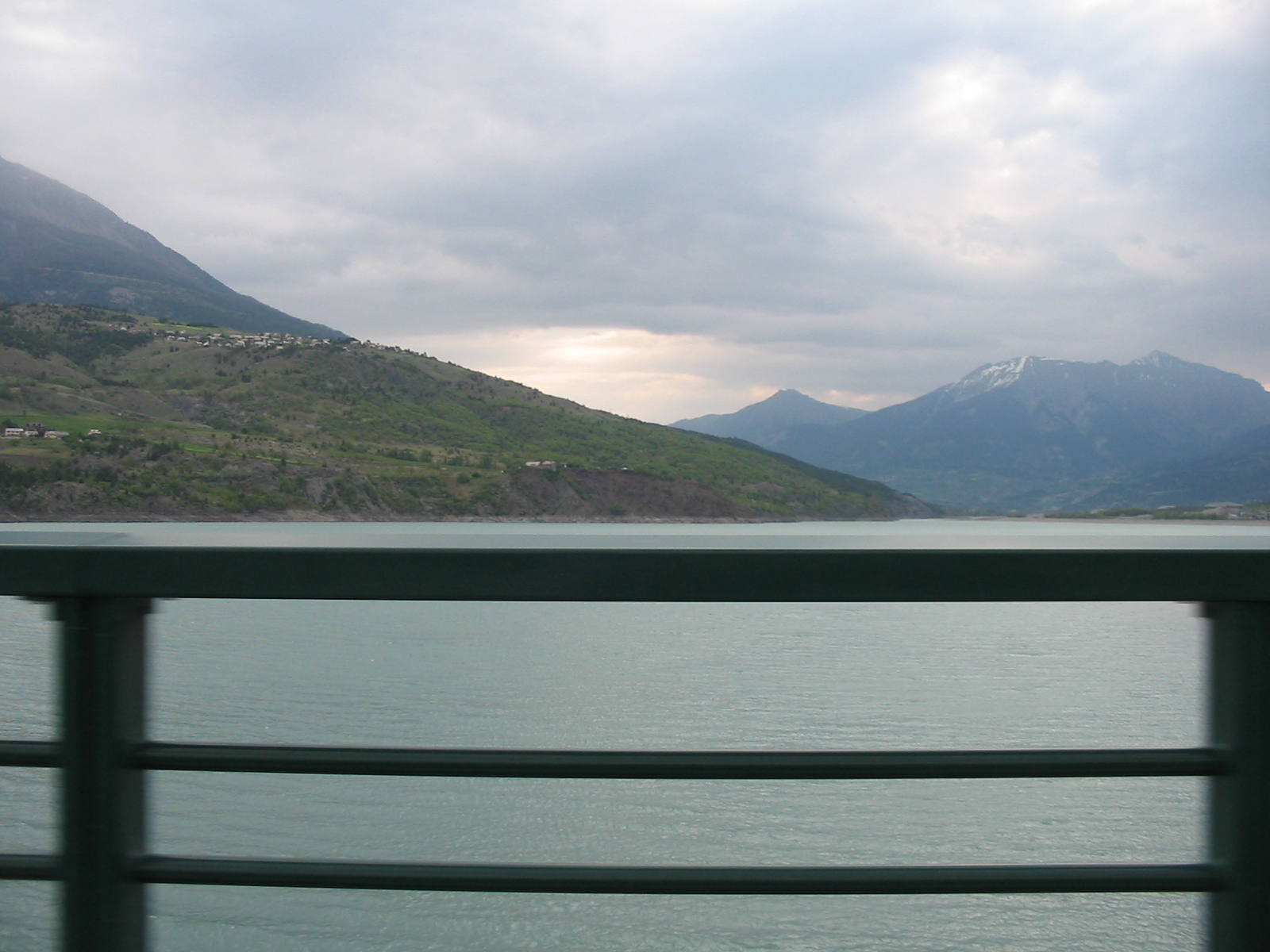
Vue du lac de Serre-Ponçon depuis le pont de Savines
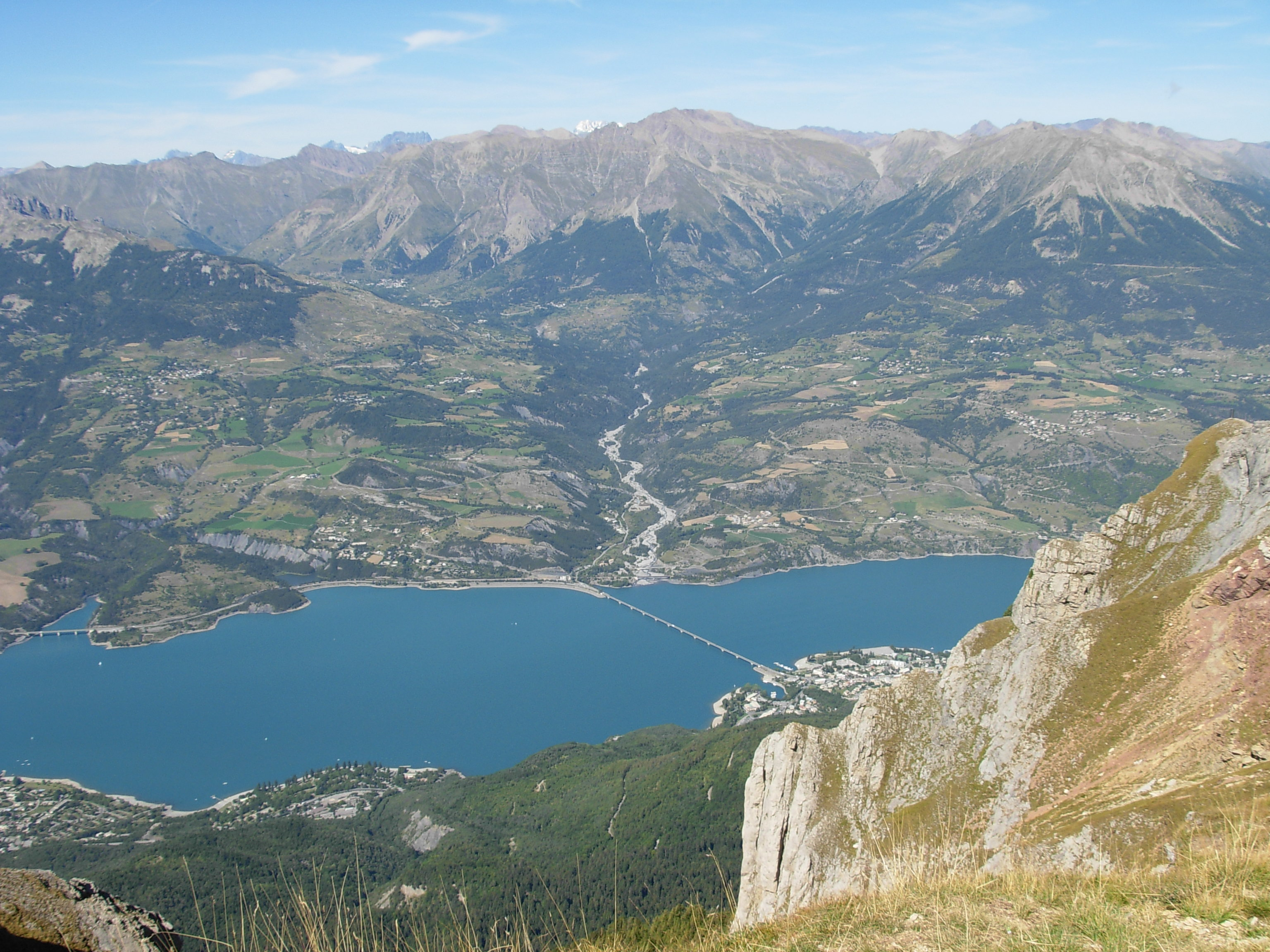
Vue du lac de Serre-Ponçon et du pont de Savines depuis le pic de Morgon

## Caractéristiques
Le pont est composé de douze éléments de 77 mètres prenant appui sur autant de piles de section carrée de 5 m en béton dont les parois ont une épaisseur de 0,40 m.